# غلاستونبري
غلاستونبري ( /ˈɡlæstənbəri/ ، UK also /ˈɡlɑːs-/ ) هي بلدة و أبرشية مدنية في سومرست، إنجلترا، وتقع في نقطة الجافة ‏ على مستويات سومرست ‏ المنخفضة، تقع على بعد 23 ميل (37 كـم) جنوب بريستول. يبلغ عدد سكان البلدة الواقعة في منطقة منديب ‏ 8،932 نسمة في تعداد 2011. تبعد غلاستونبري أقل من 1 ميل (2 كـم) عبر نهر بلو ‏ من ستريت، وهي الآن أكبر من غلاستونبري.